# Linia kolejowa Mediolan – Wenecja
Linia kolejowa Mediolan-Wenecja – jedna z najważniejszych linii kolejowych we Włoszech. Łączy główne miasto północnych Włoch, Mediolan w Lombardii, z Wenecją, nad Morzem Adriatyckim w regionie Wenecja Euganejska. Linia jest zarządzana przez państwową spółkę infrastrukturalną, Rete Ferroviaria Italiana. Linii jest zelektryfikowana napięciem 3000 V prądu stałego. Linia ma długość 267 km i przechodzi przez takie miasta jak: Brescia, Werona, Vicenza i Padwa.